# La Vallée fantôme
Pour plus de détails, voir Fiche technique et Distribution.
La Vallée fantôme est un film franco-suisse réalisé par Alain Tanner, sorti en 1987.

## Synopsis
Paul (Jean-Louis Trintignant) n'arrive pas à écrire le scénario de son prochain film. Les castings de comédiennes s'enchaînent et se ressemblent ; aucune ne parvient à le débloquer. Il est surpris dans ses turpitudes par Jean (Jacob Berger), fringant assistant fraîchement diplômé d'une école de cinéma new-yorkaise. Quand Paul repense subitement à Dara (Laura Morante), sa comédienne idéale, il lance Jean à sa poursuite, décidé à engager à tout prix la jeune femme. Toutefois, cette dernière, revenue vivre à Chioggia après plusieurs années d'échecs à Rome, refuse de remettre les pieds sur un plateau de cinéma.

## Fiche technique
- Titre français : La Vallée fantôme
- Réalisation : Alain Tanner
- Scénario : Alain Tanner
- Photographie : Patrick Blossier
- Musique : Arié Dzierlatka
- Pays d'origine :  France -  Suisse
- Genre : drame
- Durée : 102 minutes
- Date de sortie : France - 16 septembre 1987

## Distribution
- Jean-Louis Trintignant : Paul
- Jacob Berger : Jean
- Laura Morante : Dara
- Caroline Cartier : Madeleine
- Raymond Serra : Le père de Dara
- Jane Holzer : Jane
- Françoise Michaud : La responsable du casting
- Cécilia Hornus : La vendeuse
- Anouk Grinberg
- Michel Viala